# ابن‌الشیخ
محمد حائری مازندرانی معروف به ابن‌الشیخ روحانی مشروطه خواه و رئیس دیوان عالی تمیز بود.

## زندگی و تحصیلات
پدرش زین‌العابدین حائری مازندرانی از مراجع تقلید عصر قاجار بود و در کربلا اقامت داشت. نام اصلی ابن الشیخ، محمد بود، ولی به اعتبار پدرش به ابن‌الشیخ معروف شد. نزد پدر علم آموخت و پس از مرگ پدر شاگرد میرزا حبیب‌الله رشتی در نجف شد و پس از مرگ او به خواهش مریدان پدرش به هندوستان رفت و چهارده‌سال درآنجا ماند. برخورد با ملت‌های گوناگون او را با سیاست استعماری غرب آشنا ساخت و به آزادی‌خواهی کشانید.

## در مشروطه
وی اندکی قبل از آغاز مشروطه به ایران بازگشت و با مشروطه‌خواهان همکاری کرد. پس از بمباران مجلس (۲ تیر ۱۲۸۷) و تسلط دوباره استبداد، به نجف رفت و اقدامات علمای آن سامان از جمله دو مرجع بزرگ وقت محمدکاظم خراسانی و عبدالله مازندرانی در تأیید و دفاع از مشروطه‌خواهی را تحسین کرد. وی در بدو ورود به ایران با ظل السلطان نزاعی نمود و به شدت به ستم فراوان وی اعتراض نموده و او را به شدت کوبیده و به معذرت خواهی وادار می‌کند. شیخ الملک اورنگ این قضیه را در خاطرات خود مندرج در روزنامه خاطرات وحید درج و نقل می‌کند.

## ریاست دیوان عالی تمیز (دیوان عالی کشور)
وی پس از سقوط محمدعلی شاه و بازگشایی مجلس شورای ملی از طرف دولت ملی به ریاست دیوان کشور منصوب شد و اقدامات او مورد تأیید مراجع نجف قرار گرفت. اما چند سال بعد بر اثر اختلافی که با فرانسیس آدولف پرنی، مشهور به «مسیو پرنی» پیدا کرد از دیوان عالی استعفا داد و مدتی بعد به قم رفت.
در نشریهٔ حبل‌المتین به تاریخ ۲۰ صفر ۱۳۲۹ ه‍.ق (۳۰ بهمن ۱۲۸۹ ه‍.خ)، تلگراف تبریکی از سوی عبدالله مازندرانی و مصطفی الحسینی کاشانی به او به جهت برگماری به عنوان رئیس محکمهٔ تمیز درج شده‌است؛ بنابراین، تاریخ برگماری او می‌بایست اندکی پیش از تاریخ یادشده باشد.

## درگذشت
ابن الشیخ پس از کناره‌گیری از مشاغل دولتی، در سال ۱۳۴۰ هجری قمری به قم رفت و ده سال بعد بر اثر سکته در همان‌جا درگذشت.

## بازماندگان
پسر او عبدالامیر رشیدی حائری، سفیر ایران در افغانستان و تونس بود
و داوود رشیدی نوه اوست. دختر ابن‌الشیخ، خدیجه حائری، با محمدباقر حائری مازندرانی ازدواج کرد و طوسی حائری فرزند آن‌ها بود.

## آثار
- رساله تمیزیه نخستین دستورالعمل دیوان عالی کشور
- میزان الاوزان
- تقریرات دروس اساتید